# لياندرو كابريرا
لياندرو كابريرا (بالإسبانية: Leandro Cabrera)‏ (17 يونيو 1991 بمونتفيدو في الأوروغواي - ) هو لاعب كرة قدم أوروغواني في مركز الدفاع. شارك مع منتخب الأوروغواي تحت 20 سنة لكرة القدم. أما مع النوادي، فقد لعب مع أتلتيكو مدريد وديفينسور سبورتينغ وريال سرقسطة وريال مدريد كاستيا وريكرياتيفو ونادي إيركوليس ونادي كروتوني ونومانسيا.

## وصلات خارجية
- لياندرو كابريرا على موقع الاتحاد الدولي (مؤرشف)  (الإنجليزية)
- لياندرو كابريرا على موقع قاعدة بيانات كرة القدم.إي يو (الإنجليزية)
- لياندرو كابريرا على موقع Soccerway.com (الإنجليزية)
- لياندرو كابريرا على موقع AS.com (الإسبانية)